# Crumia latifolia
Crumia latifolia là một loài Rêu trong họ Pottiaceae. Loài này được (Kindb.) W.B. Schofield mô tả khoa học đầu tiên năm 1966.